# Sèrie temporal

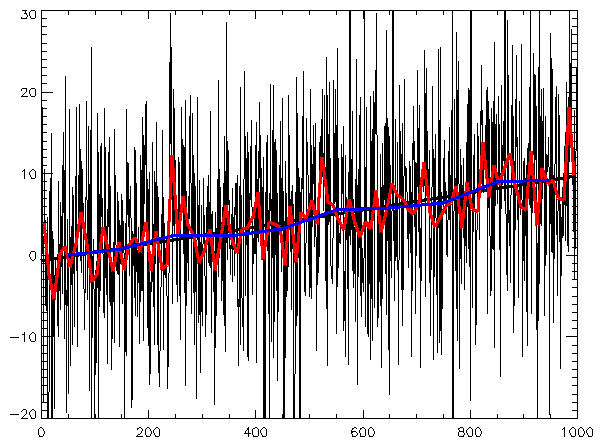
Una sèrie temporal formada per fluctuacions aleatòries sobreposada a una tendència creixent, la línia de millor ajust i diferents suavitzats de la sèrie.

Una sèrie temporal o cronològica és una seqüència de dades, observacions o valors mesurats en determinats moments del temps, ordenats cronològicament i, normalment, espaiats entre si de manera uniforme. L'anàlisi de sèries temporals comprèn mètodes que ajuden a interpretar aquest tipus de dades extraient-ne informació representativa, tant referent als orígens o relacions subjacents, com a la possibilitat d'extrapolar i predir el seu comportament futur.
De fet un dels usos més habituals de les sèries de dades temporals és la seva anàlisi per a predicció i pronòstic com, per exemple, de les dades climàtiques, de les accions de borsa, o les sèries pluviomètriques. Resulta difícil imaginar una branca de les ciències en què no apareguin dades que puguin ser considerades com sèries temporals: són estudiades en estadística, processament de senyals, econometria i moltes altres àrees.
Els mètodes d'anàlisi de sèries temporals es poden dividir en dues classes: mètodes de domini de freqüència i mètodes de domini de temps. Els primers inclouen l'anàlisi espectral i, recentment, l'anàlisi d'ondeta; els últims inclouen l'anàlisi d'autocorrelació i l'anàlisi de correlació creuada.

## Components
L'anàlisi més clàssic de les sèries temporals es basa en la suposició que els valors que pren la variable d'observació és la conseqüència de quatre components. L'actuació conjunta dona com a resultat els valors mesurats, aquests components són:
1. Tendència secular o regular, indica la marxa general i persistent del fenomen observat, és una component de la sèrie que reflecteix l'evolució a llarg termini. Per exemple, la tendència creixent de l'índex de reciclatge d'escombraries en els països desenvolupats, o l'ús creixent d'Internet en la societat, independentment que en un mes concret en un país, per determinades causes, hi hagi una baixada de la utilització d'Internet.
2. Variació estacional. És el moviment diari de curt període, es tracta d'una component causal deguda a la influència de certs fenòmens que es repeteixen de manera periòdica en un any (les estacions), una setmana (els caps de setmana) o un dia (les hores puntes) o qualsevol altre període. Recull les oscil·lacions que es produeixen en aquests períodes de repetició.
3. Variació cíclica. És el component de la sèrie que recull les oscil·lacions periòdiques d'amplitud superior a un any; moviments normalment irregulars al voltant de la tendència, en les quals a diferència de les variacions estacionals, té un període i amplitud variables, podent classificar-se com a cíclics, quasicíclics o recurrents.
4. Variació aleatòria, accidental, de caràcter erràtic, també anomenada residu: no mostren cap regularitat, són deguts a fenòmens de caràcter ocasional com poden ser tempestes, terratrèmols, inundacions, vagues, guerres, avenços tecnològics, etc.

## Notació
Hi ha diferents notacions emprades per a la representació matemàtica d'una sèrie temporal:
{\displaystyle X=\{x_{1},x_{2},\dots \}}
Aquesta és una de les comunes que representa una sèrie de temps X que és indexada per nombres naturals. També es pot veure:
{\displaystyle I=\{Y_{t}:t\in T\ \}}

## Eines
Eines per a la recerca de sèries temporals:
- Consideració de la funció d'autocorrelació i la funció de densitat espectral.
- Efectuant una transformació de Fourier per investigar les sèries en el domini de la freqüència.
- L'ús d'un filtre per remoure soroll no desitjat.
- Anàlisi dels components principals (o anàlisi de la funció ortogonal empírica).
- Xarxes neuronals artificials.
- Tècniques d'anàlisi de freqüències de temps:
  - Transformació d'ones contínues
  - Transformació de Fourier de curt temps
  - Transformació chirplet
  - Transformació de Fourier fraccionària
- Anàlisi caòtic
  - Dimensió de correlació
  - Gràfics de repetició
  - Anàlisi de quantificació repetitiva
  - Exponents de Lyapunov